# Astra 3B
O Astra 3B é um satélite de comunicação geoestacionário europeu construído pela EADS Astrium, ele está localizado na posição orbital de 23,5 graus de longitude leste e é operado pela SES Astra, divisão da SES. O satélite foi baseado na plataforma Eurostar-3000 e sua expectativa de vida útil é de 15 anos.

## História
A SES Astra, uma empresa SES Global, anunciou em novembro de 2006 que concedeu o contrato para a construção do seu novo satélite, o Astra 3B, pela Astrium, um fabricante europeu de satélites. Como contratante principal para o Astra 3B, a Astrium projetou e construi o satélite.
O Astra 3B foi construído com base na plataforma Eurostar-3000, a mais recente versão da altamente bem sucedida série Eurostar.

## Lançamento
O satélite foi lançado com sucesso ao espaço no dia 21 de maio de 2010, às 22:01 UTC, por meio de um veículo Ariane-5ECA, que foi lançado a partir do Centro Espacial de Kourou na Guiana Francesa, juntamente com o satélite COMSATBw 2. Ele tinha uma massa de lançamento de 5.472 kg.

## Capacidade e cobertura
O Astra 3B é equipado com 52 transponders em banda Ku e 4 em banda Ka para fornecer direct-to-Home (DTH), serviços de radiodifusão e serviços de banda larga de duas vias em toda a Europa e Oriente Médio.